# Aeshna constricta
Aeshna constricta là loài chuồn chuồn trong họ Aeshnidae. Loài này được Say mô tả khoa học đầu tiên năm 1840.